# André Turcat
Edouard André Major Turcat (23 de octubre de 1921 - 4 de enero de 2016) fue un piloto militar y de pruebas francés. Fue el primer piloto de pruebas del Concorde.

## Trayectoria
Después de graduarse en la Escuela Politécnica de Francia, École Polytechnique, Turcat se unió a la aviación de las Fuerzas Francesas Libres durante los últimos años de la Segunda Guerra Mundial, permaneciendo en la Armée de l'Air después de la guerra. Durante la guerra de Indochina, Turcat sirvió como piloto de aviones de transporte C-47 y demostró habilidades excepcionales en el manejo del mismo en situaciones de emergencias en vuelo, lo que le valió una asignación a EPNER, la escuela francesa de pilotos de prueba. Poco después de graduarse, Turcat se hizo cargo de la campaña de pruebas del Nord 1500 Griffon, uno de los primeros aviones del mundo propulsados por un ramjet. Durante este programa, Turcat alcanzó una velocidad de Mach 2,19, una hazaña que le valió el Trofeo Harmon en 1958. Unos meses más tarde (25 de febrero de 1959), Turcat rompió el récord mundial de velocidad durante más de 100 kilómetros con el Griffon, con una velocidad promedio de 1.643 km/h (1.021 mph).

## Turcat y el Concorde
Turcat dejó a los militares al finalizar el programa Griffon y se unió a la fábrica estatal de aviones Sud Aviation cuando se inició el programa del Avión Supersónico Concorde. Se convirtió en piloto de pruebas jefe y director de pruebas de vuelo. El 2 de marzo de 1969, Turcat tuvo el honor de poner en vuelo por primera vez al primer prototipo del Concorde. Más tarde ese mismo año (1 de octubre), también estaría al mando de los controles del primer vuelo supersónico del Concorde. Turcat estuvo al frente de la contribución francesa al programa de pruebas del Concorde (Brian Trubshaw fue el piloto de pruebas jefe por parte del equipo británico) y se retiró del servicio activo de vuelo a finales de 1970. Tanto Turcat, como Trubshaw, fueron galardonados con el Premio Ivan C. Kincheloe por su trabajo en el programa de pruebas Concorde.
Él es el fundador y el primer presidente de Académie nationale de l'air et de l'espace (ANAE) en 1983. La Academia se conoce como Académie de l'air et de l'espace desde 2007.
Turcat estuvo presente a bordo del Concorde de Air France (F-BVFC) durante su vuelo de jubilación, el 27 de junio de 2003, a la planta de Airbus en Toulouse, donde se construyó el avión francés. 
También ha escrito unos cuantos libros. Entre los últimos, Concorde essais et batailles (1977) y Pilote d'essais: Mémoires (2005), ambos en francés